# Ioan Fiscuteanu
Ioan Fiscuteanu (n. 19 noiembrie 1937, satul Sânmihaiu de Câmpie, județul Bistrița-Năsăud — d. 8 decembrie 2007, Târgu Mureș) a fost un actor român de teatru și film, cunoscut pentru rolul său în pelicula Moartea domnului Lăzărescu (2005), în regia lui Cristi Puiu.

## Biografie
Ioan Fiscuteanu s-a născut la data de 19 noiembrie 1937, în localitatea Sânmihaiu de Câmpie (județul Bistrița-Năsăud). A absolvit Institutul de Artă Teatrală și Cinematografică București în anul 1962. Fiscuteanu a fost actor al Teatrului Național din Târgu-Mureș, unde a jucat în peste 60 de roluri. 
Rolul său cel mai de succes a fost cel al lui Dante Remus Lăzărescu în filmul lui Cristi Puiu Moartea domnului Lăzărescu, pentru care a câștigat Lebăda de Aur pentru cel mai bun actor la Festivalul de film de la Copenhaga. 
Fiul său, Ion Fiscuteanu jr., este actor la rândul lui, angajat al Teatrului "Andrei Mureșanu", din Sfântu Gheorghe, județul Covasna.
Ioan Fiscuteanu a încetat din viață la 8 decembrie 2007, la spitalul din Târgu Mureș, fiind bolnav de cancer de colon.
În 2008 i s-a conferit post-mortem titlul de cetățean de onoare al municipiului Bistrița.

## Filmografie
- Frumoasele vacanțe (1968)
- Stop cadru la masă (1980)
- Fructe de pădure (1983)
- Acordați circumstanțe atenuante? (1984)
- Emisia continuă (1984)
- Glissando (1984)
- Din prea multă dragoste (1985)
- Iacob (1988)
- Undeva în est (1991)
- Balanța (1992)
- Cel mai iubit dintre pămînteni (1993)
- Timpul liber (1993)
- Prea târziu (1996) - Oană
- Asfalt Tango (1996) - șoferul de taxi
- Mariana (1998)
- Față în față (1999)
- Zapping (2000)
- Turnul din Pisa (2002) - nașul
- Ajutoare umanitare (2002)
- Sindromul Timișoara - Manipularea (2004)
- Moartea domnului Lăzărescu (2005) - Dante Remus Lăzărescu
- Om sărac, om bogat (serial TV) (2006)